# 나이트 티스
《나이트 티스》(영어: Night Teeth)는 미국에서 제작된 애덤 랜들 감독의 2021년 흡혈귀 스릴러 영화이다. 조지 렌더보그 주니어 등이 출연하였다.

## 출연
- 조지 렌더보그 주니어
- 데비 라이언
- 루시 프라이
- 라울 카스티요
- 앨피 앨런
- 알렉산더 러드위그
- 시드니 스위니
- 메건 폭스
- 마를레네 포르테
- 브라이언 뱃